# Mastacembelus brichardi
Mastacembelus brichardi is een straalvinnige vissensoort uit de familie van de stekelalen (Mastacembelidae). De wetenschappelijke naam van de soort is voor het eerst geldig gepubliceerd in 1958 door Poll.